# Descabezado Grande

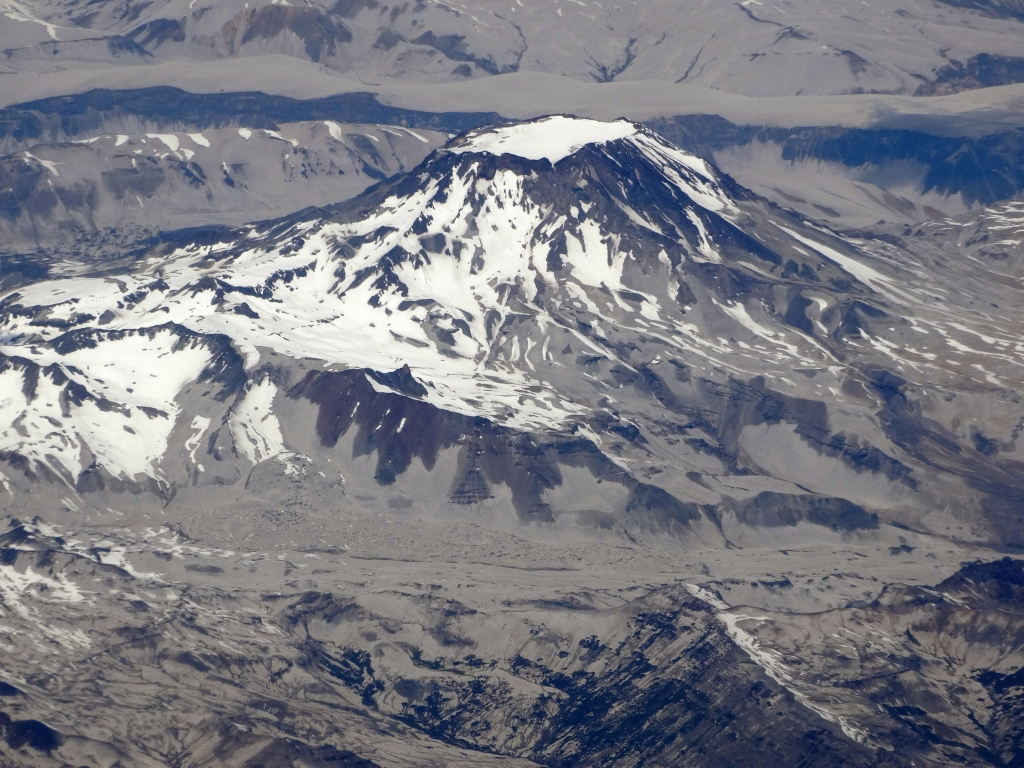
A Descabezado Grande vulkán a levegőből, kelet felől fotózva.

A Descabezado Grande rétegvulkán Chile középső részén, Maule régióban. Csúcsán egy 1,4 km széles, jéggel kitöltött vulkáni kaldera található, amely miatt kapta nevét is, mivel a Descabezado spanyolul azt jelenti fejetlen. A Grande utótag a nagy jelentéssel bír. A kaldera északkeleti részén egy kisebb, csak mintegy 500 méter széles kráter található, ami aktívan füstölög.
A vulkán anyagát andezit és riodácit lávafolyamok mellett, piroklaszt árak hozták létre. A vulkán lábánál átmérője 10-12 kilométer, míg teljes térfogata mintegy 30 köbkilométer. A tőle 7 kilométernyire délre fekvő Cerro Azullal együtt egy nagyjából 20 x 30 km kiterjedésű vulkáni mező középpontjában helyezkednek el.

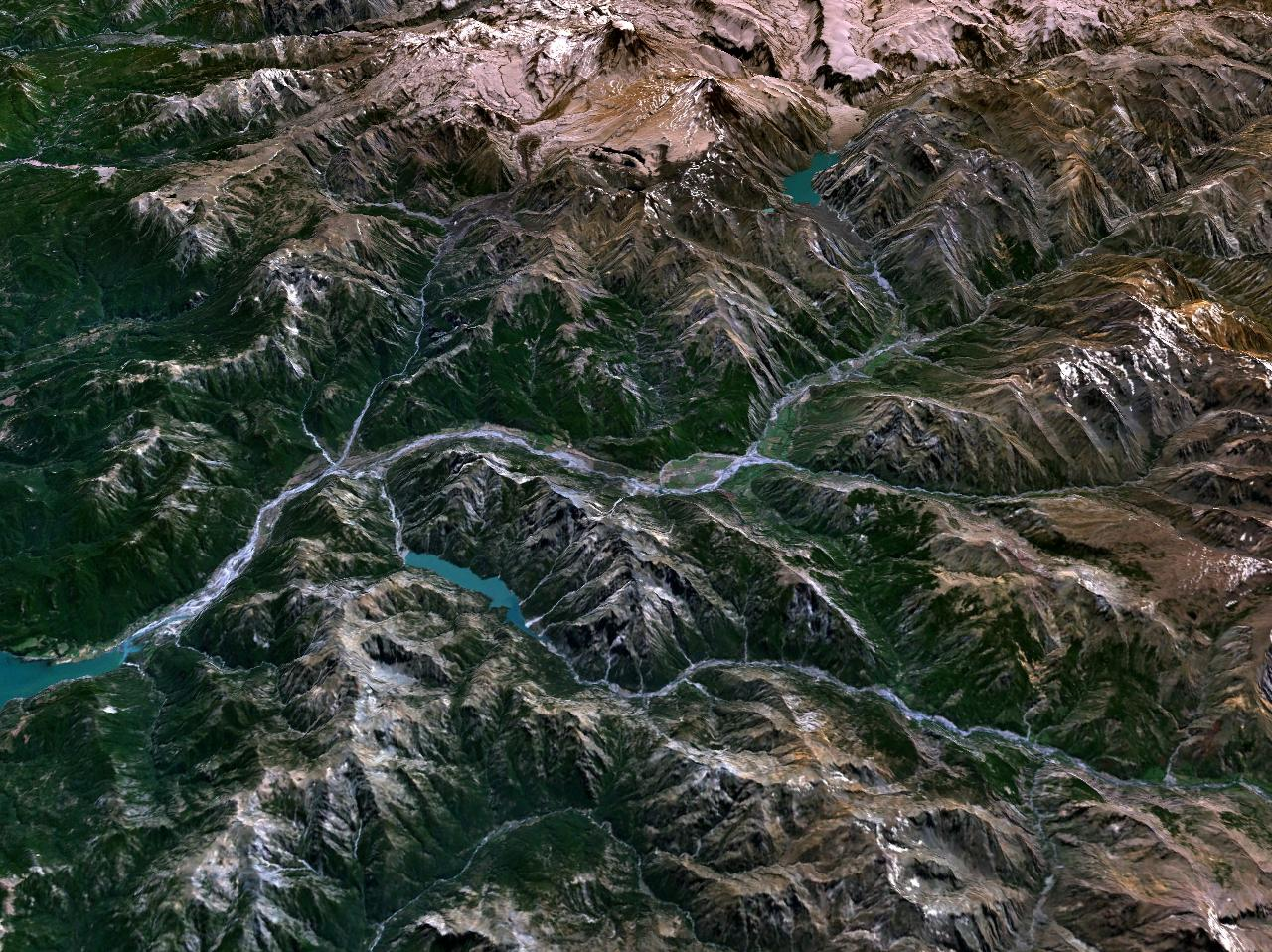
A Descabezado Grande a kép fölső részén, középen a NASA World Wind képernyőképén.

## Fordítás
Ez a szócikk részben vagy egészben  a   Descabezado Grande című angol Wikipédia-szócikk ezen változatának fordításán alapul.  Az eredeti cikk szerkesztőit annak laptörténete sorolja fel. Ez a jelzés csupán a megfogalmazás eredetét és a szerzői jogokat jelzi, nem szolgál a cikkben szereplő információk forrásmegjelöléseként.